# Vraignes-lès-Hornoy
Vraignes-lès-Hornoy é uma comuna francesa na região administrativa de Altos da França, no departamento de Somme. Estende-se por uma área de 5,65 km². Em 2010 a comuna tinha 99 habitantes (densidade: 17,5 hab./km²).